# 渡辺利夫 (経済学者)
渡辺 利夫（わたなべ としお、1939年6月22日 - ）は、日本の経済学者。学位は、経済学博士。東京工業大学名誉教授、拓殖大学名誉教授、公益財団法人オイスカ会長。日本李登輝友の会会長。一般社団法人高齢者活躍支援協議会会長。専門は開発経済学と現在アジア経済論。山梨県甲府市生まれ。

## 学歴
- 1957年 山梨県立甲府第一高等学校を卒業
- 1963年 慶應義塾大学経済学部卒業
- 1967年 同大学院経済学研究科修士課程
- 1970年 同大学院経済学研究科博士後期課程満期取得退学
- 1980年 経済学博士（慶應義塾大学）（学位論文『開発経済学研究 : 輸出と国民経済形成』）[3]

## 研究歴
- 1975年 筑波大学助教授
- 1985年 同教授
- 1988年 東京工業大学工学部教授
- 2000年 同大学定年退官、東京工業大学名誉教授。拓殖大学国際開発学部教授、同学部長。
- 2004年4月 拓殖大学大学院国際協力学研究科委員長
- 2005年4月 拓殖大学学長
- 2008年3月 拓殖大学教授職退任（学長留任）
- 2011年12月 第18代拓殖大学総長（拓殖大学学長を兼任）
- 2013年3月 拓殖大学学長退任（拓殖大学総長専任）
- 2015年12月 拓殖大学学事顧問就任、総長退任
- 2021年1月 拓殖大学顧問
- 2025年4月 拓殖大学名誉教授

## 受賞歴
- 1985年 吉野作造賞（『成長のアジア 停滞のアジア』）
- 1986年 第3回大平正芳記念賞（『開発経済学―経済学と現代アジア』）
- 1989年 アジア・太平洋賞・大賞（『西太平洋の時代』）
- 1996年 第5回開高健賞・正賞（『神経症の時代―わが内なる森田正馬』）
- 2006年外務大臣表彰
- 2011年 第27回正論大賞
- 2021年 瑞宝中綬章[4][5]

## 著書

### 単著
- 『低開発国経済援助論』（アジア経済研究所 1969年）
- 『マレーシアの所得分配構造』（アジア経済研究所 1975年）
- 『開発経済学研究――輸出と国民経済形成』（東洋経済新報社 1978年）
- 『アジア中進国の挑戦――「追い上げ」の実態と日本の課題』（日本経済新聞社[日経新書] 1979年）
- 『現代韓国経済分析――開発経済学と現代アジア』（勁草書房 1982年）
- 『成長のアジア 停滞のアジア』（東洋経済新報社 1985年／講談社学術文庫 2002年）
- 『韓国―ヴェンチャー・キャピタリズム』（講談社現代新書 1986年）　
  - 『韓国経済入門』（ちくま学芸文庫 1996年)
- 『開発経済学――経済学と現代アジア』（日本評論社 1986年)
- 『西太平洋の時代――アジア新産業国家の政治経済学』（文藝春秋 1989年）
- 『アジア経済をどう捉えるか』（日本放送出版協会［NHKブックス］ 1989年）
- 『アジア新潮流――西太平洋のダイナミズムと社会主義』（中公新書 1990年）
- 『転換するアジア』（弘文堂 1991年）
- Asia, its Growth and Agony, (University of Hawaii Press, 1992年).
- 『社会主義市場経済の中国』（講談社現代新書 1994年）
- 『新世紀アジアの構想』（ちくま新書 1995年）
- 『神経症の時代――わが内なる森田正馬』（TBSブリタニカ 1996年／学陽書房［学陽文庫］ 1999年／文藝春秋［文春学藝ライブラリー］ 2016年）
- 『種田山頭火の死生――ほろほろほろびゆく』（文春新書 1998年）
- 『アジア経済の構図を読む』（日本放送出版協会［NHKライブラリー］1998年）
- 『中国経済は成功するか』（ちくま新書 1998年）
- 『現代アジアを読む――テキストでたどる錯綜のアジア』（PHP新書 1999年）
- 『開発経済学入門』（東洋経済新報社 2001年）
- 『私のなかのアジア』（中央公論新社 2004年）
- 『新脱亜論』（文春新書 2008年）
  - 『決定版　脱亜論』（育鵬社（扶桑社） 2017年）
- 『人間ドックが「病気」を生む 「健康」に縛られない生き方』（光文社 2009年）
- 『君、國を捨つるなかれ 『坂の上の雲』の時代に学ぶ』（海竜社 2010年）
- 『国家覚醒－身捨つるほどの祖国はありや』（海竜社 2013年）
- 『アジアを救った近代日本史講義　戦前のグローバリズムと拓殖大学』（PHP新書 2013年）
- 『放哉と山頭火　死を生きる』（ちくま文庫 2015年）
- 『士魂　福澤諭吉の真実』（海竜社 2016年）
  - 『大いなるナショナリスト 福澤諭吉』（藤原書店 2025年）
- 『死生観の時代－超高齢社会をどう生きるか』（海竜社 2018年）
- 『台湾を築いた明治の日本人』（産経新聞出版 2020年／産経NF文庫 2021年）
- 『後藤新平の台湾―人類もまた生物の一つなり』（中央公論新社［中公選書］2021年）
- 『大いなるナショナリスト　福澤諭吉』（藤原書店　2025年）

#### 渡辺利夫精選著作集
- 『第1巻 私のなかのアジア』勁草書房、2024年11月-
- 『第2巻 開発経済学研究』
- 『第3巻 韓国経済研究』
- 『第4巻 中国経済研究』
- 『第5巻 アジアのダイナミズム』
- 『第6巻 福澤諭吉と後藤新平』
- 『第7巻 さまよえる魂』

### 共著
- （梶原弘和）『アジア水平分業の時代』（日本貿易振興会 1983年）
- （深川由起子）『5年後の韓国――日本を追う成長国家の近未来』（PHP研究所 1988年）
- 鄭励志『激動中国の90年代を読む――西太平洋時代の旗手となれるか』（NTT出版 1990年）
- （草野厚）『日本のODAをどうするか』（日本放送出版協会 1991年）
- （原田和明）『激動する米・ソ・アジアの'92年を読む』（徳間書店 1991年）
- （梶原弘和・高中公男）『アジア相互依存の時代――展開するリージョナル・ネットワーク』（有斐閣 1991年）
- （青木健）『アジア新経済地図の読み方――その活力の源泉と日本の課題』（PHP研究所 1991年）
- 足立文彦『図説アジア経済』（日本評論社 1992年）
- （白砂堤津耶）『図説中国経済――世界のなかの中国』（日本評論社 1993年）
- （小島朋之）『毛沢東と鄧小平』（NTT出版 1994年）
- （長谷川慶太郎）『幻想の超大国・中国――五点五年保存版』（徳間書店 1995年）
- 金昌男『韓国経済発展論』（勁草書房 1996年）
- （渡辺弘子）『文章の磨き方』（東洋経済新報社 1997年）
- （小島朋之・杜進・高原明生）『毛沢東、鄧小平そして江沢民』（東洋経済新報社 1999年）
- （香西泰・中村達也）『エコノミストが読む時代を拓く101冊』（日本評論社 2000年）
- （岡崎久彦・江畑謙介・中嶋嶺雄・小島朋之）『「台湾問題」の先にある日本の危機――緊急提言 田中真紀子外相に捧ぐ』（ビジネス社 2001年）
- （岩崎育夫）『海の中国』（弘文堂 2001年）
- 三浦有史『ODA (政府開発援助)――日本に何ができるか』（中公新書 2003年）
- 岡崎久彦『中国は歴史に復讐される　繁栄か、崩壊か-赤い資本主義の全シナリオ』（育鵬社 2008年）
- 三浦朱門『日本の活路　どうするどうなる 気鋭対論』（海竜社 2009年）

### 編著
- 『アジア諸国経済発展の機構と構造』（アジア経済研究所 1985年）
- 『もっと知りたいNIES』（弘文堂 1990年）
- 『概説韓国経済』（有斐閣 1990年）
- 『もっと知りたいASEAN』（弘文堂 1991年）
- 『西太平洋新時代と日本――アジアの発展が日米関係をどう変えるか』（ジャパンタイムズ 1991年）
- 『中国の経済改革と新発展メカニズム』（東洋経済新報社 1991年）
- 『北東アジアの新動態――NIESが中国を変える』（日本貿易振興会 1992年）
- 『局地経済圏の時代――ぬりかわるアジア経済地図』（サイマル出版会 1992年）
- 『アジアはこう変わる――渡辺利夫の最新「闘論」事典』（徳間書店 1993年）
- 『両岸経済交流と台湾』（日本貿易振興会 1993年）
- 『華南経済――中国改革・開放の最前線』（勁草書房 1993年）
- 『華人経済ネットワーク――中国に向かうアジア・アジアに向かう中国』（実業之日本社 1994年）
- 『アジア経済読本』（東洋経済新報社 1994年）
- 『華人経済の世紀――躍進中国の主役たち』（プレジデント社 1994年）
- 『北朝鮮の現状を読む』（日本貿易振興会 1997年）
- 『国際開発学と人間――「アジア」の専門家の学問ばなし』（三五館 1998年）
- 『国際開発学（1）アジア国際協力の方位』（東洋経済新報社 2000年）
- 『国際開発学（2）アジア地域研究の現在』（東洋経済新報社 2000年）
- 『アジア・ルネッサンスの時代――渡辺利夫のアジア塾』（学陽書房 2000年）
- 『アジアの経済的達成』（東洋経済新報社 2001年）
- 『国際開発学入門』（弘文堂 2001年）
- 『中国の躍進アジアの応戦――中国脅威論を超えて』（東洋経済新報社 2002年）
- 『ジレンマのなかの中国経済』（東洋経済新報社 2003年）
- 『図説現代中国――環境問題から日中関係まで』（PHP研究所 2003年）
- 『東アジア市場統合への道――FTAへの課題と挑戦』（勁草書房 2004年）
- 『東アジア経済連携の時代』（東洋経済新報社 2004年）
- 『日本の東アジア戦略――共同体への期待と不安』（東洋経済新報社 2005年）

### 共編
- 朴宇煕『韓国の経済発展』文眞堂 1983年）
- 堀侑『開発経済学――文献と解題』（アジア経済研究所 1983年）
- （西村明）『環黄海経済圏――東アジアの未来を探る』（九州大学出版会 1991年）
- （玉城素）『北朝鮮――崩落か、サバイバルか』（サイマル出版会 1993年）
- （今井理之）『概説華人経済』（有斐閣 1994年）
- （向山英彦）『中国に向かうアジア アジアに向かう中国』（東洋経済新報社 2001年）
- 佐々木郷里『開発経済学事典』（弘文堂 2004年）
- （寺島実郎・朱建栄）『大中華圏――その実像と虚像』（岩波書店 2004年）
- 後藤一美・大野泉『シリーズ国際開発（4）日本の国際開発協力』（日本評論社 2005年）
- （竹内宏・村松岐夫）『徹底検証東アジア』（勁草書房 2006年）
- （朝元照雄）『台湾経済入門』（勁草書房 2007年）
- （趙利済、カーター・Ｊ・エッカート）『朴正煕の時代』（東京大学出版会 2009年）
- （朝元照雄）『台湾経済読本』（勁草書房 2010年）
- 『後藤新平の発想力』奥田進一共編著（成文堂 2011年、新版2015年）

### 訳書
- R・F・マイクセル『低開発国援助の経済学』（勁草書房 1971年）
- H・ミント『低開発国の経済理論』木村修三共訳（東洋経済新報社 1973年）改題「開発途上国の経済学」
- W・エルカン『開発経済学』（文眞堂 1976年）
- ゴー・ケンスウィ『シンガポールの経済発展を語る』共訳（井村文化事業社 1983年）
- エズラ・F・ヴォーゲル『アジア四小龍――いかにして今日を築いたか』（中公新書 1993年）
- ジェラルド・M・マイヤー『開発経済学概論』徳原悟共訳（岩波書店 2006年）

### 論文
- 「膨張する中国とどう向き合うか」『世界平和研究』（2012年夏季号、194号）

## 役職
- 財団法人国際開発センター理事
- 財団法人住友財団監事
- 公益財団法人日本国際フォーラム評議員[6]、政策委員[7]
- 財団法人松下政経塾理事
- 社団法人企業研究会参与
- 東アジア総合研究所理事長
- 財団法人社会経済生産性本部評議員
- 日本教育再生機構代表委員
- 教科書改善の会世話人
- 公益財団法人オイスカ会長
- 国家基本問題研究所理事
- 日本李登輝友の会会長[8]2016年3月20日就任
- 土光杯全日本学生弁論大会審査委員長[9]